# Солодкі мрії (фільм, 1985)
«Солодкі мрії» (англ. Sweet Dreams) — біографічний фільм 1985 року, який розповідає про життя американської співачки в стилі кантрі Петсі Клайн.
Сценарій фільму написав Роберт Гетчелл, а режисером виступив Карел Рейш. У головних ролях: Джессіка Ленґ, Ед Гарріс, Енн Веджворт, Девід Кленнон, Джеймс Стейлі, Гері Басараба, Джон Гудмен і П. Дж. Соулз.
Фільм був номінований на премію «Оскар» за найкращу жіночу роль (Джессіка Ленґ). Усі музичні фрагменти Ленґ синхронізовано з оригінальними записами Петсі Клайн. Саундтрек було випущено у вересні 1985 року.

## Сюжет
Петсі Клайн (Джессіка Ленґ), нещасливо одружена та планує розлучитися, грає невеликі концерти в районі трьох штатів Вірджинія, Західна Вірджинія та Меріленд коли вона зустрічає Чарлі Діка (Ед Гарріс), чия чарівність і агресивна самовпевненість привертають її увагу. Після її розлучення Петсі та Чарлі одружуються, і вона може вільно займатися музикою, а згодом зосередитися на вихованні своїх дітей. Після того, як Чарлі призвали до армії США, Петсі більше зосереджується на співі, і після об’єднання зусиль із менеджером Ренді Г’юзом вона стає висхідною зіркою на музичній сцені кантрі.
Проте успіх Петсі підживлює її впевненість у собі, що дуже дратує Чарлі, і він стає все більш фізично та емоційно образливим, оскільки Петсі намагається відстояти свою незалежність. Петсі перебуває на піку своєї популярності як одна з перших великих жіночих зірок кантрі-музики, але гине в авіакатастрофі 5 березня 1963 року у віці 30 років.

## У ролях
- Джессіка Ленґ — Петсі Клайн
- Ед Гарріс — Чарлі Дік, чоловік Петсі
- Енн Веджворт — Гільда Паттерсон Генслі, мати Петсі

## Виробництво
На роль Петсі Клайн проходили кастинг багато акторок, у тому числі Меріл Стріп, але їй відмовили. Це був один із ганебних трьох випадків, коли акторці було відмовлено в ролі. Зрештою Джессіка Ленґ була підписана на роль, і вона сказала, що створення фільму було для неї дуже приємним досвідом. Ленґ не співала у фільмі сама, натомість акторка синхронізувала оригінальні записи Клайн. Ця практика була особливо застосована 33 роки тому, коли Сьюзен Гейворд синхронізувала губи з вокалом Джейн Фроман у виробництві 20th Century Fox «З піснею в серці». Спочатку фільм називався «Я розпадаюся на частини» на честь фірмової пісні Клайн, а потім продюсер змінив її на «Солодкі мрії».

## Прийом
Відомий кінокритик Роджер Еберт дав фільму дві зірки з чотирьох, написавши:
У цьому фільмі немає відчуття добре сформованої структури; немає чіткого уявлення про те, що режисери думали про Петсі Клайн або на які думки має надихнути її життя.
Metacritic поставив фільму оцінку 65.
Американський інститут кінематографії визнав фільм у таких списках:
- 2004: 100 років AFI...100 пісень:
  - "Crazy" – Номінація[8]

Станом на квітень 2021 року фільм отримав 90% рейтингу на Rotten Tomatoes на основі 20 рецензій.

## Нагороди та номінації
| Премія                              | Категорія                          | Номінант(и)   | Результат |
| ----------------------------------- | ---------------------------------- | ------------- | --------- |
| Оскар                               | Найкраща жіноча роль               | Джессіка Ленґ | Номінація |
| Національна спілка кінокритиків США | Найкраща жіноча роль               | Джессіка Ленґ | Номінація |
| Національна спілка кінокритиків США | Найкраща жіноча роль другого плану | Енн Веджворт  | Номінація |